# Велняс

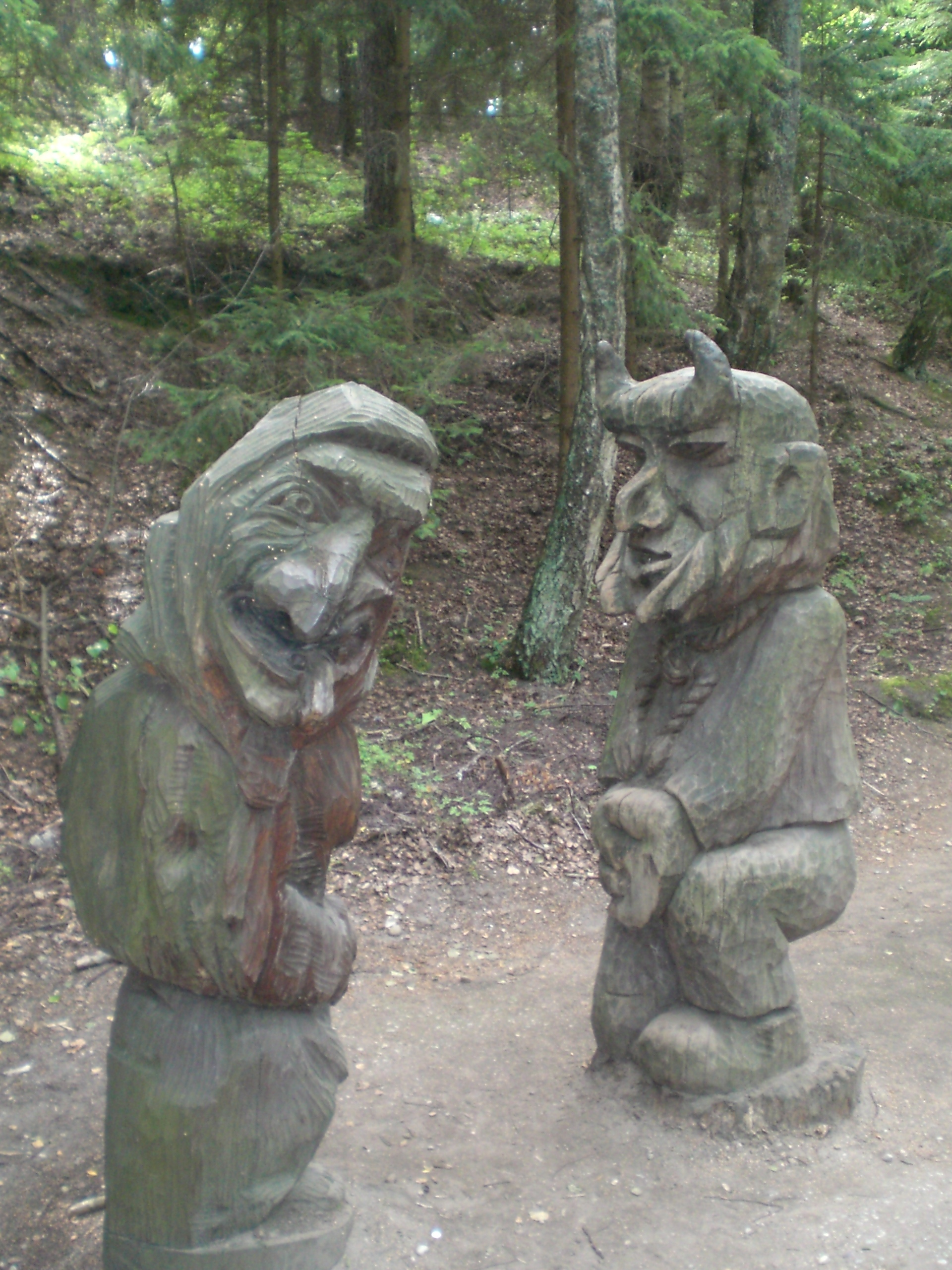
Деревянная скульптура «Ведьма и велняс» на холме ведьм, Йодкранте, Литва

Ве́лняс (вяльняс, ве́линас, велнс, Велс, Виелона лит. velnias, velinas, латыш. velns, vielona, vels) — в балтийской мифологии противник громовержца Перкунаса, в язычестве был богом загробного мира и покровителем скота, после христианизации населения региона его образ демонизировался и слился с чёртом.
Велняс — самый популярный персонаж литовского фольклора, число его упоминаний превосходит других вместе взятых персонажей из богатой литовской демонологии, в Литве зафиксировано около 400 топонимов связанных с этим именем. Существуют тысячи и десятки тысяч вариантов сказаний о Велнясе.
На основании сопоставления Велняса с латышскими параллелями авторы теории основного мифа реконструируют образ противника громовержца Перкунаса, бога загробного мира и покровителя скота в балтийской мифологии.
На основании подсчёта упоминаний в народных песнях Эльза Кокаре пришла к выводу об относительно позднем вхождении Велняса в семью латышских мифических образов, поэтому гипотеза о нём как о древнем божестве-антагонисте сомнительна.

## История исследования и сравнительная мифология
Согласно сообщениям учёных XVI—XVII веков — Я. Ласицкий, Г. Стендер, П. Эйнхорн, — Виелона (пол. Vielona) был богом мёртвых, богом душ и богом, связанным со скотом и другими животными. Ему приносили жертвы, чтобы он «пас» души умерших (ср. лит. vėlė «душа», vėlės «тени усопших»). Велсу были посвящены дни мёртвых и месяц октябрь (ср. Дмитриевская суббота у восточных славян). Связь Велса со скотом очевидна в ритуале литовского дня поминовения умерших Илгес (лит. Ilgės) или лит. Vėlinės — аналоге славянских «дедов» или «родительской субботы», когда совершалось заклание свиньи и произносилось приглашение Виелоне Езагулису (лит. Ezagulis) прийти за стол с мёртвыми и принять участие в поминальной трапезе.
В начале 1970-х годов М. Гимбутас написала статьи о Велнясе, указав, что «Велняс, Велс, Виелона, Веленас, Велинас» являются разными огласовками этого персонажа. В 1972—1982 годах Р. О. Якобсон публикует своё исследование о славянском божестве Велесе и его индоевропейских когнатах. В 1974 году Вяч. Вс. Иванов и В. Н. Топоров публикуют работу «Реконструкция фрагментов мифа о боге грозы и его противнике», формулируя созданную ими теорию «основного мифа». В ней они рассматривают сходство индоевропейских мифов о громовержцах (Перун, балтийский Перкунас, индийский Индра и др.) и их противниках (славянский «скотий бог» Велес, балтийский Вел(н)яс, древнеиндийские демоны Вала, Вритра), а также схожесть имён божеств с однокоренным именем *Uel-(n)-. Об этой теории упоминает и индолог М. Витцель.
В 1980 году выходит работа «Стадо Велняса» Н. Велюса, в которой он рассматривает связь Велняса со скотом и называет его тождественным славянскому Велесу.
В 1987 году Иванов и Топоров в энциклопедии «Мифы народов мира» публикуют две отдельные статьи «Велняс» и «Велс». Причём в обеих статьях они указывают, что каждый из этих персонажей является божеством скота и противником Перуна. В статье «Велс» они пишут, что она основана на статьях Гимбутас о Велнясе, несмотря на её указание, что это один персонаж, также в эту статью они отделяют элементы относящиеся к дням поминовения усопших, хотя это противоречит другим источникам, и пишут свои размышления о реконструкции их теории «основного мифа».

### Семантика корня «vel»
Отмечаются, следующие значения пра-и.е. корня *uel-(n)- в имени божества:
- «Видеть, предвидеть»[15], поэтому Велнса связывают провидцами, такими как герм.-сканд. вельва, кельт. Веледа[15], рус. волх[20] и волхв.
- «Мёртвый», с этим связаны: дни поминовения умерших Vele или Vielona[1], персонификация смерти Велю мате, старое название октября Wälla-Mänes (ср. лат. manes — души умерших)[9]. Во время Wälla-Mänes накрывался стол с угощениями для духов умерших, описание которого имеет схожести с герм.-сканд. Вальхаллой (прагерм. «зал мёртвых», вероятно тоже однокоренным словом[21]), и с её хозяином — одноглазым Одином, богом мистики и мёртвых, имеющим некоторые схожести с велнясом[22][8].
- В балтийской топологии корень vel больше всего связан с болотами, торфянниками, ямами, лугами, озёрами, и реками[21][5]. Некоторые исследователи возводят к литовскому vėlė («души умерших») или velnias («чёрт», «дьявол») названия рек Вильня и Вилия, от которых происходит название города Вильнюс — столицы Великого княжества Литовского и современной Литвы[23][24], что свидетельствовало бы о сакральном значении реки у языческого балтского населения археологической культуры восточнолитовских курганов.

## Описание
В русском языке велнясу соответствует чёрт. Образ велняса восходит к представлениям о древнем божестве загробного мира и скота Велсе, с наложением более позднего христианского представления, что все языческие божества являются демонами и олицетворяют злое начало. Связан с водой, животными, лесом, умершими и загробным миром, обладает мудростью, покровительствует музыке и танцам, строит каменные мосты и водные плотины.
Часто в сказках является как пан и выглядит как немецкий землевладелец. Но иногда имеет другой облик — торчащие из-под шляпы рожки, копыта, покрыт шерстью. Это, сюжет игры на дудке, в сочетании с частым присутствием домашнего скота в сюжетах о велнясе, делает его одним из пасторальных индоевропейских божеств — покровителей домашних животных, таких как Фавн, Пушан, греческий Пан и славянский Велес, с которым он имеет общий корень *vol- *vel-.
В литовских дуалистических преданиях велняс сам творит скот, а бог — человека, птиц; в других вариантах велняс создаёт «нечистый скот» (лошадь, козу), бог — «чистый». В ряде сюжетов велняс (в позднейших трансформациях мужик, барин, поп, немец) владеет большими стадами. В основном персонаж связан с лошадьми и рогатым скотом, включая коз. О связи велняса со свиньёй почти не упоминается, её чаще связывают с другим родственным ему мифическим существом — ведьмой, хотя есть единичные варианты о превращении велняса в свинью.
Н. Велюс связывал вяльняса с божественным кузнецом Телявелем из литовского дохристианского пантеона. Кузнец в мифах может являться помощником Перкуна-громовержцем или им самим, и у него велнясы крадут оружие. Также есть  единичный сюжет повествующий, что некогда кузнецами были только велнясы, а также сюжет об обучении велнясом кузнечному делу в обмен на душу кузнеца.
Велняс похищает у Перкунаса скот, прячется от преследования, оборачиваясь камнем, деревом, змеем, животным, человеком, иногда сам подобно домашним животным имеет рога и копыта. В ответ громовержец поражает Велняса молнией.
В латвийской фольклоре имеется сюжет о сокрытии Велнсом Солнца и Луны, когда «Бог и Велнс ещё жили дружно».
В латышских сказках и легендах Велняс изображается с коровьим хвостом, козлиными ногами и рогами. Ему часто приписывают огромную силу, но его самый большой недостаток — честность и глупость. Он беспокоит людей, но в результате всегда оказывается в проигрыше, потому что его легко перехитрить. В фольклоре Велняс ассоциируется с влажными местами, а также большими деревьями, камнями, пещерами и пнями.
Также Велняс мог превращаться в ребёнка и вступал в состязания с пастухами, бросая диск. Считалось, что Велняс имел детей от союза с земными женщинами, которые были наделены огромной силой. У них была отметина на животе в виде лука со стрелами. И многие женщины, зная о этих признаках, убивали своих детей.
В мифологических сюжетах посеянное велнясом или по его совету даёт хороший урожай, велняс может призывать дождь, что сближает его с ведийским Варуной.

## Аналогии с растениями
Деревья, которые часто встречаются в сюжетах о велнясе, растут в сырых местах: ель, берёза, ольха. Ольха считается красной от того, что велняс её окрасил своей кровью. Ель и берёза указывают на связь с миром мёртвых, так как эти деревья использовались в погребальных и поминальных обрядах. Реже в сюжетах встречаются тополь, липа, сосна. При этом лён, рябина ему противопоставляются. Часто в сюжетах о велнясе встречается и пень дерева, так в одной из сказок велняс похищает деву-лебедь, а его жизнь находится в яйце, «яйцо — в утке, утка — в свинье, свинья — в волке, волк — в пне». Велюс также отмечает связь велняса с корнеплодами, горохом, ячменём, бобами, овсом, гречихой, табаком.

## В латвийских пословицах[43]
- Iedod Velnam mazo pirkstiņu, viņš tev paņems visu roku. «Дай чёрту палец, он и всю руку откусит»
- Melns kā Velns. «Чёрный как чёрт»
- Bīstas kā Velns no krusta. «Бежать, как чёрт от ладана» (букв. «Бояться, как чёрт креста»)
- Velns nav tik melns, kā mālē. «Не так страшен чёрт, как его малюют»
- Ko vels nezin, to babas zin. «Куда черт не поспеет, туда бабу пошлёт» (букв. «Что чёрт не знает — то баба знает»)